# Васильева, Васса Марковна
Васса Марковна Васильева — советский хозяйственный деятель, Герой Социалистического Труда.

## Биография
Родилась в 1914 году на территории современной Нижегородской области. Член КПСС.
В 1941—1969 годах — токарь-револьверщица ордена Трудового Красного Знамени завода имени Масленникова Куйбышевского совнархоза / Министерства оборонной промышленности СССР.
Указом Президиума Верховного Совета СССР от 7 марта 1960 года присвоено звание Героя Социалистического Труда с вручением ордена Ленина и золотой медали «Серп и Молот».
Депутат Верховного Совета РСФСР 6-го созыва. Делегат XXII съезда КПСС.
Умерла в 1984 году в Куйбышеве.

## Награды и звания
- Герой Социалистического Труда (07.03.1960)
- Орден Ленина (07.03.1960)